# 国防色

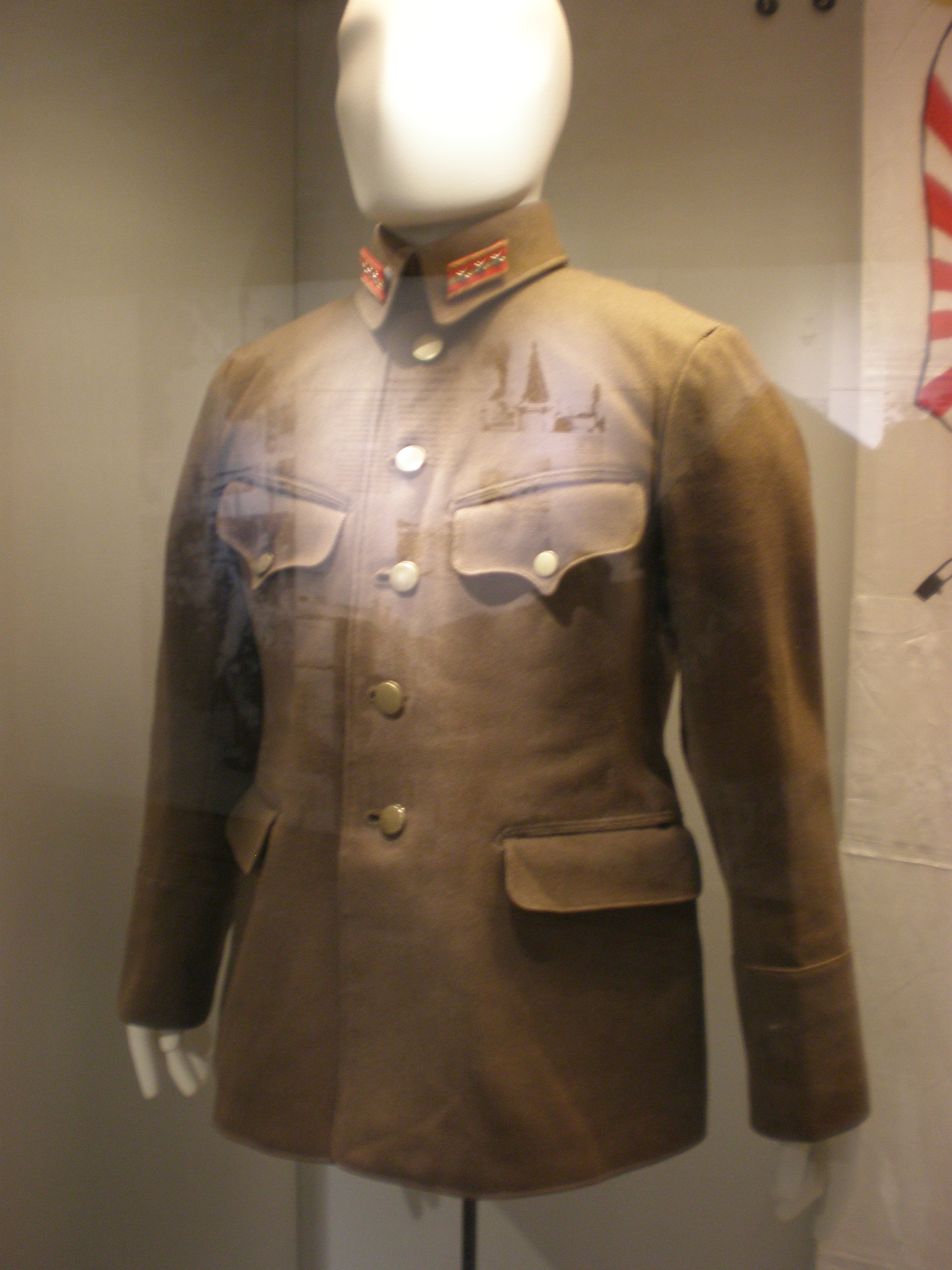
大日本帝国陸軍大尉の制服（香港海防博物館蔵）

国防色（こくぼうしょく）は、軍装色のひとつで、青みを帯びた（あるいは緑がかった）茶褐色。1934年（昭和9年）6月に、陸軍省が大日本帝国陸軍の軍服の従来の指定色名「帯青茶褐色」を新たに命名する形で発表し、一般にも国民服などの形で広く用いられた。
もっとも日本陸軍の軍服はその生産時期や階級、用途（夏衣と冬衣の別など）によって異なる素材の織布が用いられたため、厳密な色調の統一はみていない。なお、大日本帝国海軍の第三種軍装に用いられた「褐青色」あるいは「青褐色」はより青味が強く、国防色とは異なる色である。また、資料によってはカーキ色と同一視されることもあるが、現代日本において「カーキ色」と呼ばれる色のバリエーションは広く、一概に異なるとも同一ともいえない。
近年では、アメリカ軍や自衛隊の軍装色であるオリーブドラブと混同される例も散見される。

## 歴史
- 1920年（大正9年）5月28日 - 陸軍が被服用茶褐布の色相を帯赤茶褐色（明るい黄土色、これを「カーキ色」と呼んだ）から帯青茶褐色に変更した。
- 1934年（昭和9年）6月21日 - 陸軍省が帯青茶褐色を「国防色」と再命名。
- 1940年（昭和15年）
  - 春頃 - 戦時の物資統制令下における国民の衣生活の合理化・簡素化を目的として、被服協会により一般男子の戦時常用服の様式「国民服」が定められ、服地の色として国防色が推奨された。
  - 11月2日 - 勅令「国民服令」制定。「国民服」が標準服として法制化された。